# Nancy Sweetnam
Nancy Sweetnam (Lindsay, 14 de agosto de 1973) es una deportista canadiense que compitió en natación.
Ganó una medalla de plata en el Campeonato Mundial de Natación en Piscina Corta de 1995, en la prueba de 400 m estilos. Participó en dos Juegos Olímpicos de Verano, en los años 1992 y 1996, ocupando el séptimo lugar en Barcelona 1992, en la prueba de 400 m estilos.

## Palmarés internacional
| Campeonato Mundial en Piscina Corta | Campeonato Mundial en Piscina Corta | Campeonato Mundial en Piscina Corta | Campeonato Mundial en Piscina Corta |
| Año                                 | Lugar                               | Medalla                             | Prueba                              |
| ----------------------------------- | ----------------------------------- | ----------------------------------- | ----------------------------------- |
| 1995                                | Río de Janeiro (Brasil)             | Medalla de plata                    | 400 m estilos                       |